# Zoey 101
Zoey 101 – amerykański serial telewizyjny dla młodzieży, w którym tytułową rolę gra Jamie Lynn Spears – młodsza siostra gwiazdy muzyki pop Britney.
Piosenkę w czołówce serialu pt. Follow Me śpiewa Jamie Lynn Spears, a słowa napisała jej starsza siostra Britney.

## Fabuła
Zoey 101 opowiada o losach nastolatków uczęszczających do prywatnej koedukacyjnej szkoły PCA nad Pacyfikiem. Akcja toczy się wokół paczki przyjaciół: Zoey, Dany, Nicole, Loli, Quinn, Logana, Chasea, Michaela, Marka i Dustina. Przy czym w pierwszej serii występuje Dana, natomiast w drugiej zastępuje ją Lola. W poszczególnych odcinkach każdy bohater napotyka na problemy, które musi rozwiązać.

## Polskie odcinki
Serial liczy 65 odcinków. Na początku odcinki były emitowane na kanale Zig Zap (TeleToon +) oraz w Fox Comedy (tylko sezon 4). Od 31 maja 2016 roku serial jest emitowany z dubbingiem na Nickelodeon Polska, który emituje, z wyjątkiem części sezonu 4, wszystkie odcinki w dowolnej kolejności. Polską wersją lektorską zajęło się studio Sonica. Lektorem jest Paweł Bukrewicz. Dubbingiem zajęło się studio Master Film.

## Główna obsada
- Jamie Lynn Spears – Zoey Brooks (sezony 1-4)
- Paul Butcher – Dustin Brooks (sezony 1-4)
- Christopher Massey – Michael Barret (sezony 1-4)
- Erin Sanders – Quinn Pensky (sezony 1-4)
- Matthew Underwood – Logan Reese (sezony 1-4)
- Sean Flynn Amir – Chase Matthews (główna rola w sezonach 1-3, powracająca w sezonie 4)
- Alexa Nikolas – Nicole Bristow (sezony 1-2)
- Kristin Herrera – Dana Cruz (sezon 1)
- Victoria Justice – Lola Martinez (sezony 2-4)
- Abby Wilde – Stacey Dillsen (sezony 1-4)

## Pozostali
- Austin Butler – James Garrett
- Craig Robert Young – Trener Ferguson
- Denise Gossett – Pani Rivers
- Drake Bell – Drake Bell
- Jessica Chaffin – Coco
- Roark Critchlow – Pan Brooks
- Miki Ishikawa – Vicky
- Jack Salvatore Jr. – Mark Del Figgalo
- Christopher Murray – Dean Rivers
- Michael Tyler Henry – Brutalny Mike
- Zoe Keller – Courtney
- Sammy Fine – Max
- Reiley McClendon – Brutalny Reiley
- Christian Serratos – Siostra Ollie
- Erik Walker – Zły Keith
- Ashley Benson – Candice
- Richard Whiten – Pan Kirby
- Cameron Bender – Jeff Garrett
- Michael Blieden – Pan Bender
- Patrick Bristow – Pan Fletcher
- Allison Scagliotti – Stacy
- Diane Delano – Florence Kratch
- Eric Artell – Todd
- Teo Olivares – Ollie
- Juliet Sorcey – Debra
- Brian Tee – Kazu
- Janel Parrish – Eva
- Daniella Monet – Rebecca Martin
- Crawford Wilson – Brad
- Steve Monroe – Mechanik
- Cole Williams – Pan Berman
- Thomas F. Wilson – Trener Phelps
- Anthony Amedori – Nicolas
- Loren Berman – Patrick
- Asher Book – Glen Davis
- Lisa Schneider – Pani Bender
- Suzanne Krull – Panna Burvich
- Robert Della Cerra – Starszy Chase Matthews
- Creagen Dow – Jeremiah Trottman
- Micah Henson – Tim Haber
- Jon Collins – Pan Granger
- Parker Goris – Henry
- Jennette McCurdy – Trisha Kirby
- Evan Lee Dahl – Miles Brody
- Allen Evangelista – Wayne Gilbert
- Caroline A. Rice – Beverly
- Daniel Samonas – Daniel James
- Tara Lynne Barr – Sandy
- Kimberly McConnell – Tracy Baldwin
- Megan McNulty – Pielęgniarka Shannon Nurse
- Miranda Cosgrove – Paige Howard

## Polski dubbing
Wersja polska: na zlecenie Nickelodeon Polska – Master Film

Reżyseria:
- Artur Kaczmarski (odc. 1-4, 6-7),
- Agata Gawrońska-Bauman (odc. 5, 8-26)

Tłumaczenie i dialogi: Antonina Kasprzak

Dźwięk:
- Karol Piwowarski (odc. 1-4, 6-7),
- Jacek Osławski (odc. 5, 8-19, 21),
- Aneta Michalczyk-Falana (odc. 20, 22-26)

Montaż:
- Jan Graboś (odc. 1-4, 6-7),
- Jacek Osławski (odc. 5, 8-19, 21),
- Aneta Michalczyk-Falana (odc. 20, 22-26)

Kierownictwo produkcji: Agnieszka Kołodziejczyk

Nadzór merytoryczny: Katarzyna Dryńska

Udział wzięli:
- Katarzyna Sawczuk – Zoey Brooks
- Miłosz Konkel – Chase Matthews
- Justyna Kowalska – Nicole Bristow
- Barbara Garstka – Dana Cruz
- Maksymilian Michasiów – Logan Reese
- Aleksandra Kowalicka – Quinn Pensky
- Jan Rotowski – 
  - Michael Barret (odc. 1-13),
  - Tim (odc. 17),
  - Miles Brody (odc. 21)
- Mateusz Narloch – Michael Barret (odc. 14-26)
- Igor Borecki – Dustin Brooks
- Kim Grygierzec – Lola Martinez

W pozostałych rolach:
- Przemysław Glapiński – pan Brooks (odc. 1)
- Beniamin Lewandowski – 
  - Mark Del Figgalo (odc. 2, 7-8, 16-17, 24),
  - Brad (odc. 3),
  - Kevin (odc. 12)
- Bartosz Martyna – 
  - Kazu (odc. 3, 23),
  - woźny Herb (odc. 4)
- Artur Kaczmarski –
  - Callahan (odc. 3),
  - dyrektor Karol Rivers (odc. 3, 5, 9, 19, 23-24)
- Maciej Falana –
  - Keith Finch (odc. 4),
  - Andrew (odc. 21)
- Marta Dobecka – 
  - Coco Wexler (odc. 4-5, 14-15),
  - Jodie Lockwood (odc. 7)
- Paweł Szczesny – pan Bradford (odc. 5)
- Leszek Zduń – pan Bender (odc. 6, 12-13, 15, 17, 19)
- Paweł Ciołkosz – 
  - Jake Savage (odc. 6),
  - mechanik (odc. 9)
- Kamil Pruban – pan Fletcher (odc. 7)
- Tomasz Bednarek – pan Berman (odc. 9)
- Krzysztof Plewako-Szczerbiński – menadżer Drake’a Bella (odc. 9)
- Krzysztof Szczepaniak –
  - Drake Bell (odc. 9),
  - Olivary Biello (odc. 12),
  - opiekun w męskim internacie (odc. 20)
- Janusz Wituch – 
  - lektor filmu dokumentalnego (odc. 9),
  - sprzedawca w sklepiku akademii (odc. 10),
  - opiekun drużyny Ridgeway (odc. 10),
  - strażak (odc. 23),
  - jeden z nauczycieli biorących udział w licytacji (odc. 23),
  - ojciec Quinn (odc. 24),
  - nauczyciel (odc. 24)
- Karol Osentowski – 
  - Jake (odc. 9),
  - Nicholas (odc. 12),
  - Jeremiah Trottman (odc. 16, 21)
- Grzegorz Kwiecień – 
  - głos z telewizji (odc. 10),
  - trener Phelps (odc. 12),
  - woźny Herb (odc. 23)
- Jacek Król –
  - sędzia dysk golfa (odc. 11),
  - lektor w szkolnej telewizji (odc. 13),
  - Chauncy (odc. 25-26)
- Piotr Bajtlik – Todd (odc. 12)
- Anna Wodzyńska – Debra (odc. 12)
- Krzysztof Gantner –
  - Patrick (odc. 12),
  - Harry Matthau (odc. 19),
  - Neil (odc. 21),
  - jeden z nauczycieli biorących udział w licytacji (odc. 23),
  - Ogniotrwały / Wayne Gilbert (odc. 25),
  - jeden z sędziów w „Adamie czy Ewie?” (odc. 26)
- Jan Piotrowski – Glen Davis (odc. 12)
- Kinga Tabor – panna Burvitch (odc. 14)
- Jacek Kopczyński – 
  - dorosły Chase (odc. 15),
  - pan Granger (odc. 18)
- Ryszard Olesiński –
  - woźny Gus (odc. 15),
  - dziadek Nicole (odc. 19),
  - pan Murphy (odc. 21)
- Marta Dylewska – Melissa (odc. 16)
- Izabella Bukowska-Chądzyńska – nauczycielka (odc. 16-17, 19)
- Przemysław Wyszyński – nauczyciel (odc. 16, 19)
- Julia Siechowicz – Trisha Kirby (odc. 18)
- Jakub Jankiewicz – Henry (odc. 18)
- Agata Gawrońska-Bauman – 
  - sekretarka Beverly (odc. 19, 24),
  - dr Lang (odc. 24)
- Adam Krylik – Jesse Freeman (odc. 19)
- Anna Apostolakis –
  - pielęgniarka Krutcher (odc. 20),
  - żona dyrektora Riversa (odc. 24)
- Maksymilian Bogumił – Kabelmajster / Wayne Gilbert (odc. 21)
- Wojciech Machnicki – trener Keller (odc. 23)
- Julia Kołakowska-Bytner – 
  - mama Quinn (odc. 24),
  - Kyra (odc. 25-26)
- Radosław Pazura – Malcolm Reese (odc. 25-26)
- Olaf Marchwicki
- Natalia Jankiewicz
- Mateusz Ceran
- Piotr Deszkiewicz

i inni
Lektor: Artur Kaczmarski

## Spis odcinków
| Seria | Seria | Odcinki | Oryginalna emisja (Nickelodeon) | Oryginalna emisja (Nickelodeon) | Emisja w Polsce (ZigZap) | Emisja w Polsce (ZigZap) | Emisja w Polsce (Nickelodeon) | Emisja w Polsce (Nickelodeon) |
| Seria | Seria | Odcinki | Premiera serii                  | Finał serii                     | Premiera serii           | Finał serii              | Premiera serii                | Finał serii                   |
| ----- | ----- | ------- | ------------------------------- | ------------------------------- | ------------------------ | ------------------------ | ----------------------------- | ----------------------------- |
|       | 1     | 13      | 9 stycznia 2005                 | 1 maja 2005                     | 9 września 2006          | 2 grudnia 2006           | 30 maja 2016                  | 15 czerwca 2016               |
|       | 2     | 13      | 11 września 2005                | 16 kwietnia 2006                | 9 grudnia 2006           | 3 marca 2007             | 4 lipca 2016                  | 20 lipca 2016                 |
|       | 3     | 26      | 24 września 2006                | 4 stycznia 2008                 | 6 września 2008          | 7 marca 2009             | 2017                          | 2017                          |
|       | 4     | 13      | 27 stycznia 2008                | 2 maja 2008                     | 13 października 2010     | 5 stycznia 2011          | 2017                          | 2017                          |

### Seria pierwsza (2005)
| N/o | #  | Tytuł              | Tytuł polski                    | Reżyseria            | Scenariusz           | Premiera         | Premiera w Polsce (ZigZap) | Premiera w Polsce (Nickelodeon) |
| --- | -- | ------------------ | ------------------------------- | -------------------- | -------------------- | ---------------- | -------------------------- | ------------------------------- |
| 1   | 1  | Welcome to PCA     | Witamy w Akademii Pacific Coast | Savage Steve Holland | Dan Schneider        | 9 stycznia 2005  | 9 września 2006            | 30 maja 2016                    |
| 2   | 2  | New Roomies        | Współlokatorki                  | Savage Steve Holland | Steve Holland        | 9 stycznia 2005  | 16 września 2006           | 31 maja 2016                    |
| 3   | 3  | Webcam             | Webcam                          | Fred Savage          | Dan Schneider        | 16 stycznia 2005 | 23 września 2006           | 3 czerwca 2016                  |
| 4   | 4  | Defending Dustin   | W obronie Dustina               | Fred Savage          | Anthony Del Broccolo | 23 stycznia 2005 | 30 września 2006           | 1 czerwca 2016                  |
| 5   | 5  | Prank Week         | Żart                            | Savage Steve Holland | Anthony Del Broccolo | 30 stycznia 2005 | 7 października 2006        | 8 czerwca 2016                  |
| 6   | 6  | Jet-X              | Jet-X                           | Savage Steve Holland | Eric Friedman        | 13 lutego 2005   | 14 października 2006       | 6 czerwca 2016                  |
| 7   | 7  | The Play           | Przedstawienie                  | Adam Weissman        | Steven Molaro        | 20 lutego 2005   | 21 października 2006       | 2 czerwca 2016                  |
| 8   | 8  | Quinn's Date       | Miłosne rozterki Quinn          | Steve Hoefer         | Eric Friedman        | 6 marca 2005     | 28 października 2006       | 9 czerwca 2016                  |
| 9   | 9  | Spring Fling       | Koncert                         | Steve Hoefer         | Steve Holland        | 13 marca 2005    | 4 listopada 2006           | 7 czerwca 2016                  |
| 10  | 10 | Backpack           | Plecak                          | Savage Steve Holland | Dan Schneider        | 3 kwietnia 2005  | 11 listopada 2006          | 10 czerwca 2016                 |
| 11  | 11 | Disc Golf          | Dyskogolf                       | Savage Steve Holland | Anthony Del Broccolo | 10 kwietnia 2005 | 18 listopada 2006          | 14 czerwca 2016                 |
| 12  | 12 | School Dance       | Szkolna zabawa                  | Adam Weissman        | Eric Friedman        | 17 kwietnia 2005 | 25 listopada 2006          | 13 czerwca 2016                 |
| 13  | 13 | Little Beach Party | Impreza na plaży                | Steve Holland        | Steve Holland        | 1 maja 2005      | 2 grudnia 2006             | 15 czerwca 2016                 |

### Seria druga
| Premiera odcinka w ZigZap | Premiera odcinka w Nickelodeon | Nr | Polski tytuł w ZigZap      | Angielski tytuł    |  |
| ------------------------- | ------------------------------ | -- | -------------------------- | ------------------ |  |
| 09.12.2006                | 04.07.2016                     | 14 | Powrót do Akademii         | Back to PCA        |  |
|                           |                                |    |                            |                    |  |
| 16.12.2006                | 05.07.2016                     | 15 | Kapsuła czasu              | Time Capsule       |  |
|                           |                                |    |                            |                    |  |
| 23.12.2006                | 06.07.2016                     | 16 | Wybory                     | The Election       |  |
|                           |                                |    |                            |                    |  |
| 30.12.2006                | 11.07.2016                     | 17 | Dom strachów               | Haunted House      |  |
|                           |                                |    |                            |                    |  |
| 06.01.2007                | 07.07.2016                     | 18 | Niedobra dziewczyna        | Bad Girl           |  |
|                           |                                |    |                            |                    |  |
| 13.01.2007                | 12.07.2016                     | 19 | Kulisy telewizji           | Broadcast Vievs    |  |
|                           |                                |    |                            |                    |  |
| 20.01.2007                | 18.07.2016                     | 20 | Dziewczyny będą chłopakami | Girls Will Be Boys |  |
|                           |                                |    |                            |                    |  |
| 27.01.2007                | 08.07.2016                     | 21 | Wojny robotów              | Robot Wars         |  |
|                           |                                |    |                            |                    |  |
| 03.02.2007                | 13.07.2016                     | 22 | Loli podoba się Chase      | Lola Likes Chase   |  |
|                           |                                |    |                            |                    |  |
| 10.02.2007                | 14.07.2016                     | 23 | Aukcja ludzi               | People Auction     |  |
|                           |                                |    |                            |                    |  |
| 17.02.2007                | 15.07.2016                     | 24 | Alpaka Quinn               | Quinn’s Alpaca     |  |
|                           |                                |    |                            |                    |  |
| 24.02.2007                | 19.07.2016                     | 25 | Wiosenna przerwa           | Spring Break-Up    |  |
| 03.03.2007                | 20.07.2016                     | 26 | Wiosenna przerwa           | Spring Break-Up    |  |

### Seria trzecia
| Premiera odcinka w ZigZap | Premiera odcinka w Nickelodeon | Nr | Polski tytuł w ZigZap       | Angielski tytuł            |  |
| ------------------------- | ------------------------------ | -- | --------------------------- | -------------------------- |  |
| 06.09.2008                | 2017                           | 27 | Niespodzianka               | Surprise                   |  |
|                           |                                |    |                             |                            |  |
| 13.09.2008                | 2017                           | 28 | Dziewczyna Chase’a          | Chase’s Girlfriend         |  |
|                           |                                |    |                             |                            |  |
| 20.09.2008                | 2017                           | 29 | Przystojny dziekan          | Hot Dean                   |  |
|                           |                                |    |                             |                            |  |
| 27.09.2008                | 2017                           | 30 | Kwarantanna                 | Quarantine                 |  |
|                           |                                |    |                             |                            |  |
| 04.10.2008                | 2017                           | 31 | Korepetytor Zoey            | Zoey’s Tutor               |  |
|                           |                                |    |                             |                            |  |
| 11.10.2008                | 2017                           | 32 | Wielki Vince Blake          | The Great Vince Blake      |  |
|                           |                                |    |                             |                            |  |
| 18.10.2008                | 2017                           | 33 | Michael kocha Lisę          | Michael Loves Lisa         |  |
|                           |                                |    |                             |                            |  |
| 25.10.2008                | 2017                           | 34 | Towarzystwo Srebrnego Młota | Silver Hammer Society      |  |
|                           |                                |    |                             |                            |  |
| 01.11.2008                | 2017                           | 35 | Balon Zoey                  | Zoey’s Balloon             |  |
|                           |                                |    |                             |                            |  |
| 08.11.2008                | 2017                           | 36 | Wrestling                   | Wrestling                  |  |
|                           |                                |    |                             |                            |  |
| 15.11.2008                | 2017                           | 37 | Babcia Chase’a              | Chase’s Grandma            |  |
|                           |                                |    |                             |                            |  |
| 22.11.2008                | 2017                           | 38 | Radio                       | The Radio                  |  |
|                           |                                |    |                             |                            |  |
| 29.11.2008                | 2017                           | 39 | Wizyta Paige                | Paige At PCA               |  |
|                           |                                |    |                             |                            |  |
| 06.12.2008                | 2017                           | 40 | Konkurs tańca               | Dance Contest              |  |
|                           |                                |    |                             |                            |  |
| 13.12.2008                | 2017                           | 41 | Łańcuszek przysług          | Favor Chain                |  |
|                           |                                |    |                             |                            |  |
| 20.12.2008                | 2017                           | 42 | Żeberka Zoey                | Zoey’s Ribs                |  |
|                           |                                |    |                             |                            |  |
| 27.12.2008                | 2017                           | 43 | Klątwa PCA                  | Zoey 101: The Curse of PCA |  |
| 03.01.2009                | 2017                           | 44 | Klątwa PCA                  | Zoey 101: The Curse of PCA |  |
|                           |                                |    |                             |                            |  |
| 10.01.2009                | 2017                           | 45 | Odcinek 'w kapkę            | Drippin’ Episode           |  |
|                           |                                |    |                             |                            |  |
| 17.01.2009                | 2017                           | 46 | Syn dziekana                | Son Of A Dean              |  |
|                           |                                |    |                             |                            |  |
| 24.01.2009                | 2017                           | 47 | Ręce na blixowym vanie      | Hands On A Blix Van        |  |
|                           |                                |    |                             |                            |  |
| 31.01.2009                | 2017                           | 48 | Miss PCA                    | Miss PCA                   |  |
|                           |                                |    |                             |                            |  |
| 07.02.2009                | 2017                           | 49 | Logan nie ma kasy           | Logan Gets Cut Off         |  |
|                           |                                |    |                             |                            |  |
| 21.02.2009                | 2017                           | 50 | Odcinek wspomnień           | Clip Show                  |  |
|                           |                                |    |                             |                            |  |
| 28.02.2009                | 2017                           | 51 | Żegnaj, Zoey                | Zoey 101: Goodbye Zoey?    |  |
| 07.03.2009                | 2017                           | 52 | Żegnaj, Zoey                | Zoey 101: Goodbye Zoey?    |  |

### Seria czwarta
| Premiera odcinka w ZigZap | Premiera odcinka w Nickelodeon | Nr | Polski tytuł w ZigZap         | Angielski tytuł        |  |
| ------------------------- | ------------------------------ | -- | ----------------------------- | ---------------------- |  |
| 13.10.2010                | 2017                           | 53 | Zmiana miejsc                 | Trading Places         |  |
|                           |                                |    |                               |                        |  |
| 20.10.2010                | 2017                           | 54 | Sztuczny współlokator         | Fake Roommate          |  |
|                           |                                |    |                               |                        |  |
| 27.10.2010                | 2017                           | 55 | Sami w PCA                    | Alone At PCA           |  |
|                           |                                |    |                               |                        |  |
| 03.11.2010                | 2017                           | 56 | Plotka o miłości              | Rumor Of Love          |  |
|                           |                                |    |                               |                        |  |
| 10.11.2010                | 2017                           | 57 | Kontrola złości               | Anger Management       |  |
|                           |                                |    |                               |                        |  |
| 17.11.2010                | 2017                           | 58 | Quinn nie trafia w gust Marka | Quinn Misses The Mark  |  |
|                           |                                |    |                               |                        |  |
| 24.11.2010                | 2017                           | 59 | Marsz charytatywny            | Walk-A-Thon            |  |
|                           |                                |    |                               |                        |  |
| 01.12.2010                | 2017                           | 60 | Vince Powraca                 | Vince Is Back          |  |
|                           |                                |    |                               |                        |  |
| 08.12.2010                | 2017                           | 61 | Obiad nie tylko dla dwojga    | Dinner For Two Many    |  |
|                           |                                |    |                               |                        |  |
| 15.12.2010                | 2017                           | 62 | Szlaban na wózki kawowe       | Coffee Cart Ban        |  |
|                           |                                |    |                               |                        |  |
| 22.12.2010                | 2017                           | 63 | Kolejka Górska                | Roller Coaster         |  |
|                           |                                |    |                               |                        |  |
| 29.12.2010                | 2017                           | 64 | Zoey 101: W pogoni za Zoey    | Zoey 101: Chasing Zoey |  |
| 05.01.2011                | 2017                           | 65 | Zoey 101: W pogoni za Zoey    | Zoey 101: Chasing Zoey |  |
|                           |                                |    |                               |                        |  |